# Orthonops giulianii
Orthonops giulianii là một loài nhện trong họ Caponiidae.
Loài này thuộc chi Orthonops. Orthonops giulianii được Norman I. Platnick miêu tả năm 1995.